# Servignat
Servignat ist eine französische Gemeinde im Département Ain in der Region Auvergne-Rhône-Alpes. Sie gehört zum Kanton Replonges in der Region Auvergne-Rhône-Alpes.

## Lage
Die Gemeinde Servignat liegt an der Reyssouze im Zentrum der Bresse, 30 Kilometer nordwestlich von Bourg-en-Bresse. Sie grenzt im Norden an Saint-Trivier-de-Courtes, im Osten an Mantenay-Montlin, im Süden an Saint-Jean-sur-Reyssouze und im Westen an Chavannes-sur-Reyssouze.

## Bevölkerungsentwicklung
| Jahr                       | 1962 | 1968 | 1975 | 1982 | 1990 | 1999 | 2006 | 2013 | 2021 |
| -------------------------- | ---- | ---- | ---- | ---- | ---- | ---- | ---- | ---- | ---- |
| Einwohner                  | 216  | 194  | 170  | 130  | 136  | 135  | 151  | 169  | 175  |
| Quellen: Cassini und INSEE |      |      |      |      |      |      |      |      |      |

## Sehenswürdigkeiten

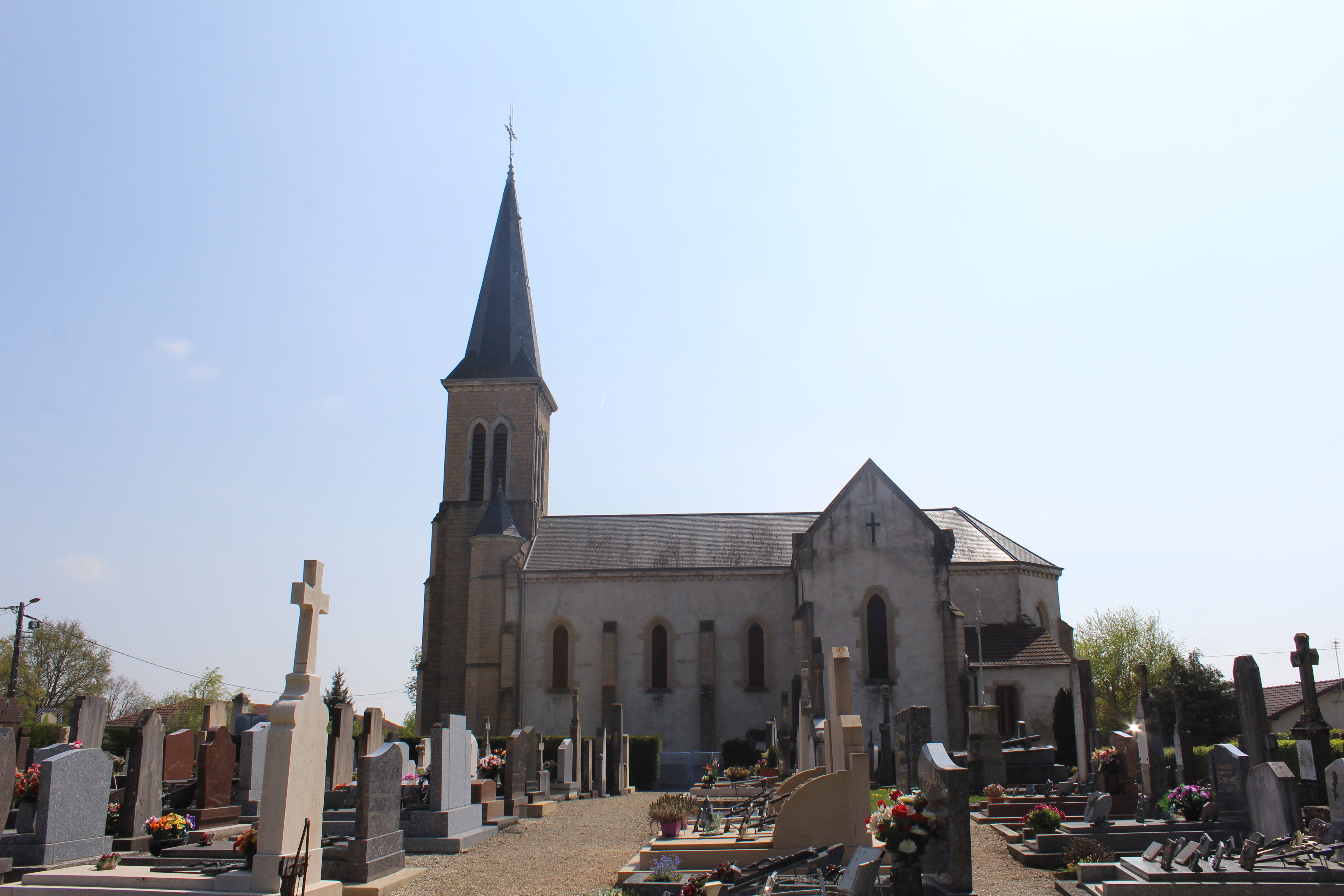
Kirche Saint-Barthélemy
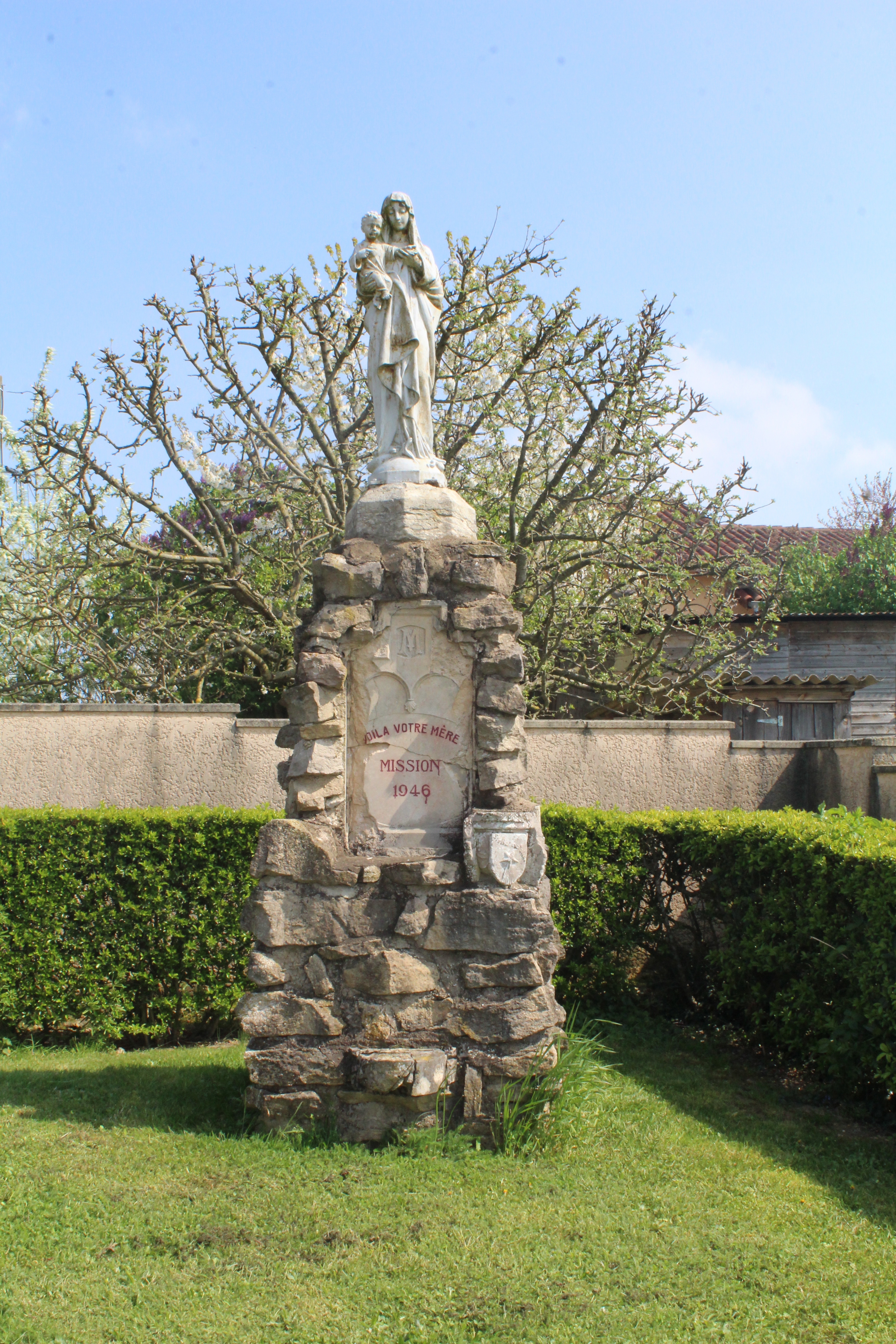
Marienstatue
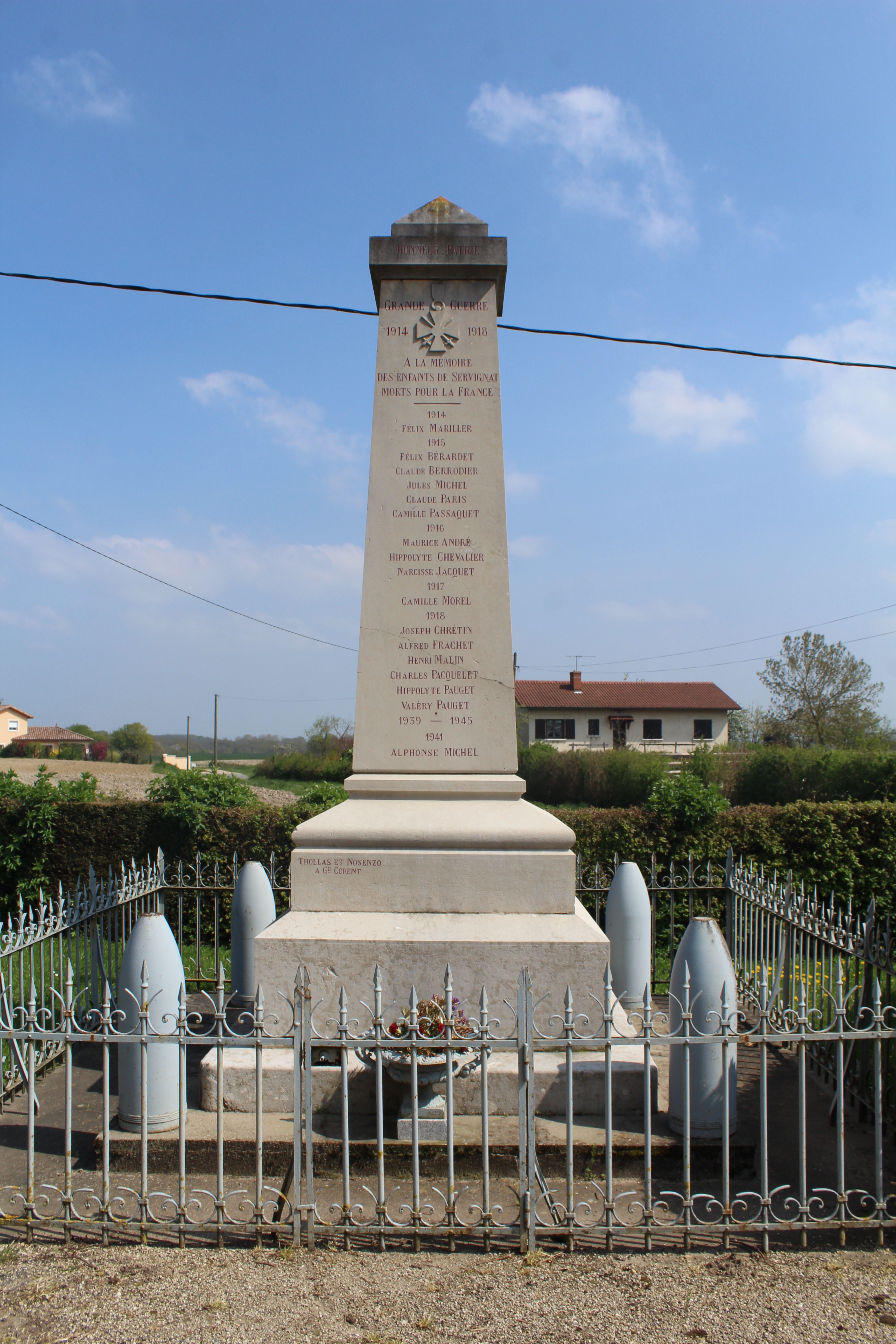
Gefallenendenkmal

- Kirche Saint-Barthélemy
- Marienstatue
- :Gefallenendenkmal